# Vittoria Caldoni
Vittoria Candida Rosa Caldoni (Albano Laziale, 6 maart 1805 – Rusland, eind 19e eeuw) was een Italiaans schildersmodel. Ze genoot begin 19e eeuw grote populariteit bij de Duitse en Russische kunstschilders en beeldhouwers die in Rome woonden en werkten, met name bij de Nazareners. De kunstenaars beschouwden haar als de ideale vrouw. Meer dan honderd kunstwerken met Caldoni's beeltenis, veelal madonna's, zijn overgeleverd.
Vittoria Caldoni huwde de Rus Grigory Lapchenko en verhuisde in 1839 met hem naar Rusland, waar ze tot haar dood leefde.

## Postuum
In 1953 maakte Pablo Picasso een litho:The Italian Woman. Deze litho is geïnspireerd op een portret van Caldoni, geschilderd door Victor Orsel. Met wat aanpassingen gaf Picasso zijn eigen interpretatie aan het portret. 

## Galerij (selectie)
Onderstaande werken beelden Vittoria Caldoni af:

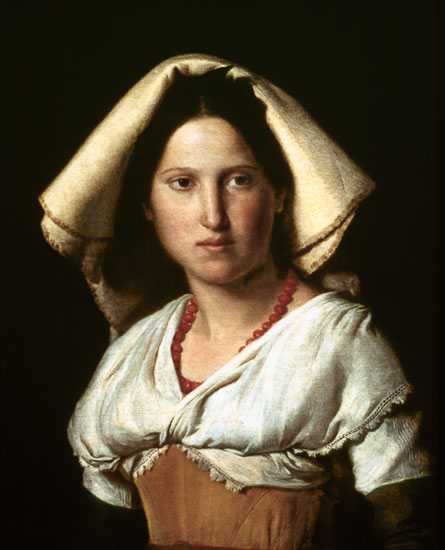
Portret van Vittoria Caldoni (ca. 1820-1829) door Victor Orsel
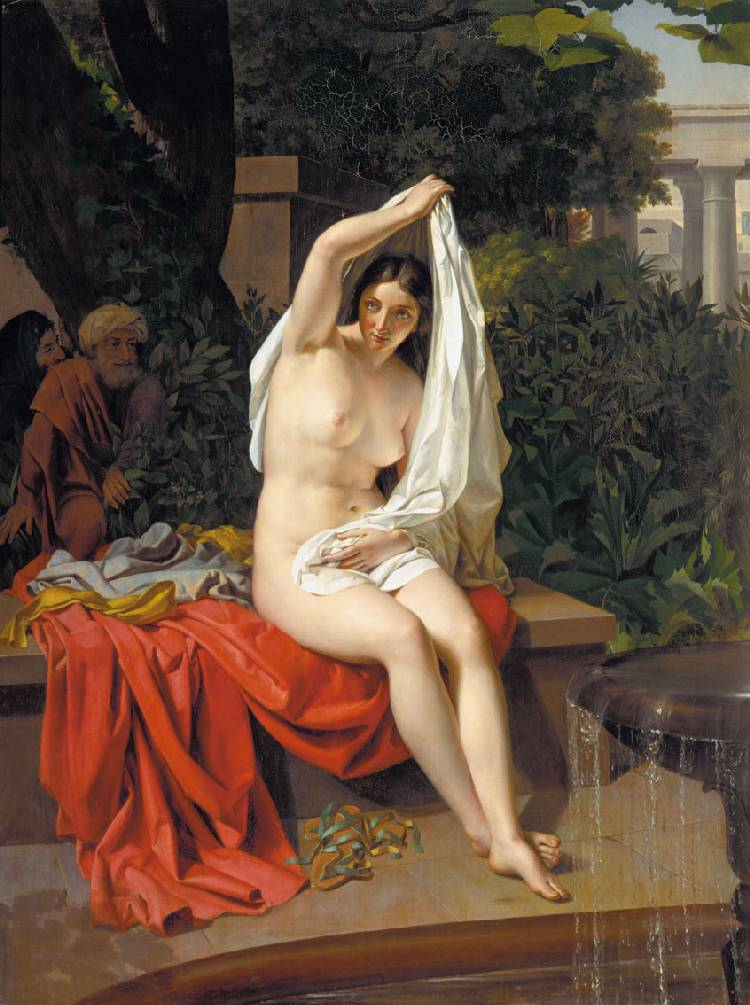
Susanna en de oudsten (1831) door Grigory Lapchenko
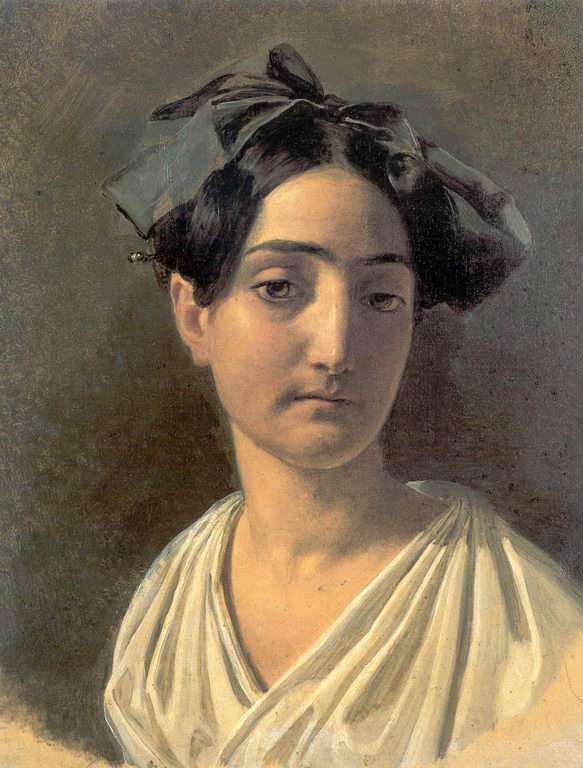
Portret van Vittoria Caldoni (1834) door Aleksandr Ivanov
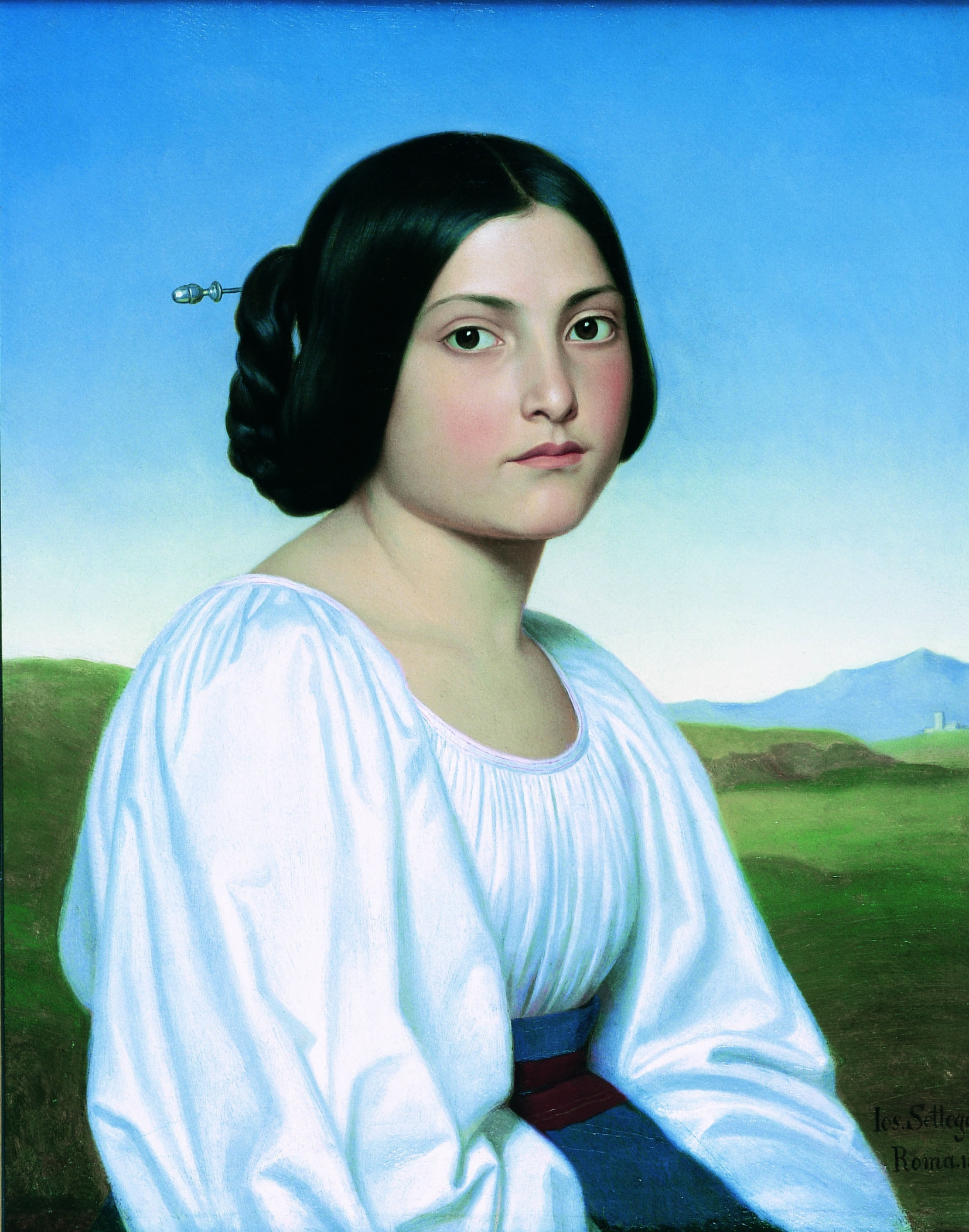
Portret van een Italiaanse jonge vrouw (1842) door Joseph Anton Settegast

- Bibliothèque nationale de France: cb16713729s (data)
- Gemeinsame Normdatei: 119535203
- International Standard Name Identifier: 0000 0000 2011 2908
- Library of Congress Control Number: n97043957
- RKD-Nederlands Instituut voor Kunstgeschiedenis: 269928
- Système universitaire de documentation: 145866734
- Union List of Artist Names: 500112467
- Virtual International Authority File: 824350